# Streets of Philadelphia
Streets of Philadelphia (pol. Ulice Filadelfii) – piosenka napisana i wykonana przez amerykańskiego muzyka Bruce’a Springsteena do filmu Filadelfia (1993) w reżyserii Jonathana Demme z Tomem Hanksem i Denzelem Washingtonem w rolach głównych. Piosenka zdobyła Oscara za najlepszą piosenkę oryginalną oraz cztery nagrody Grammy za: Piosenkę Roku, Najlepszą piosenkę rockową, Najlepszy męski wokalny występ rockowy solo i Najlepszą piosenkę napisaną specjalnie do mediów wizualnych, a także Złoty Glob za najlepszą piosenkę. 
Piosenka wydana na singlu w 1994 stała się przebojem, plasując się na szczytach list przebojów w wielu krajach – został numerem jeden w Niemczech, Francji i Austrii, zaś na drugim miejscu w Wielkiej Brytanii. W Stanach Zjednoczonych singiel zajął dziewiąte miejsce na liście Billboard Hot 100. W 2004 roku zajął 68. miejsce w ankiecie AFI’s 100 Years…100 Songs na najlepsze utwory w amerykańskim kinie.
Określono go jako reprezentującego m.in. gatunki pop rock, heartland rock, synthpop i electronica.

## Historia
Springsteen nie był pierwszym muzykiem, do którego Demme zadzwonił, by napisał ścieżkę dźwiękową do filmu – reżyser najpierw złożył propozycję Neilowi Youngowi, który przesłał mu piosenkę Filadelfia, ale ten liryczny utwór Demme zdecydował dać na zakończenie filmu. Na początek zaś chciał umieścić piosenkę rockową, poprosił więc o napisanie utworu Springsteena. Muzyk stworzył piosenkę inspirując się, przesłanym przez reżysera, początkowym fragmentem filmu, kiedy to kamera sunie powoli przez ulice Filadelfii. Wykorzystał też wcześniej napisane fragmenty, które ułożył po śmierci jednego z przyjaciół. W ciągu dwóch dni nagrał demo w swoim domowym studiu w New Jersey. Materiał wysłał do Demme'a jako niedokończony, ale utwór wyjątkowo spodobał się reżyserowi. Springsteen nagrał piosenkę w sierpniu 1993 w swoim domowym studio w Beverly Hills w Kalifornii, wykonując wszystkie partie instrumentalne, zaś wokal w tle dodał Tommy Sims z Other Band. W październiku muzyk nagrał pełniejszą wersję w A&M Studios w Los Angeles z udziałem Simsa, Ornette Coleman na saksofonie i wokalem „Little” Jimmy'ego Scotta. Jednak w połowie grudnia Springsteen zdecydował się zastąpić go pierwotną wersją – swoim domowym demo z sierpnia – i ta wersja została wydana na singlu 2 lutego 1994. Oficjalna wersja studyjna utworu znalazła się na kompilacjach Greatest Hits (1995), The Essential Bruce Springsteen (2003, 2015) oraz Collection: 1973-2012.
2013 Elton John wykonał piosenkę na koncercie w hołdzie National Academy of Recording Arts and Sciences, honorując Bruce'a Springsteena tytułem Człowieka Roku 2013 MusicCares.

## Teledysk

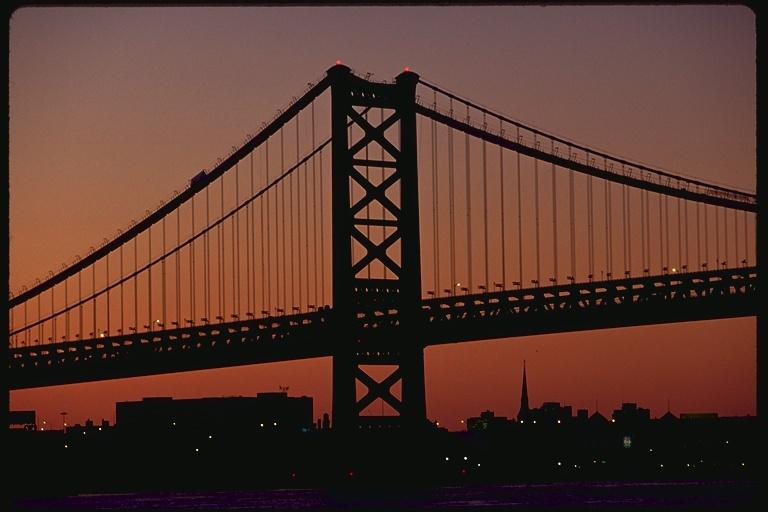
Most Benjamina Franklina w Filadelfii, tło teledysku do piosenki

Teledysk do piosenki został wyreżyserowany przez Jonathana Demme i jego siostrzeńca Teda Demme w grudniu 1993. Na teledysku Bruce Springsteen spaceruje po pustych ulicach Filadelfiii, a później idzie przez tętniący życiem park i boisko szkolne. W trakcie odtwarzane są także fragmenty filmu z głównym bohaterem, granym przez Toma Hanksa. Ścieżka wokalna do teledysku została nagrana na żywo za pomocą ukrytego mikrofonu na wcześniej nagranej ścieżce instrumentalnej.

## Nagrody
- Oscar za najlepszą piosenkę oryginalną 1993
- Nagroda Grammy w kategorii Piosenka roku 1995
- Nagroda Grammy w kategorii Best Rock Song 1995
- Nagroda Grammy w kategorii Najlepszy męski wokalny występ rockowy solo 1995
- Nagroda Grammy w kategorii Najlepsza piosenka napisana specjalnie do mediów wizualnych 1995
- Złoty Glob za najlepszą piosenkę 1993
- Nagroda ASCAP za najczęściej wykonywane utwory z filmów kinowych 1995
- MTV Video Music Award – teledysk z filmu 1994

Źródło: imdb.com

## Skład
- Bruce Springsteen – wokal, instrumenty klawiszowe, automat perkusyjny
- Tommy Sims – wokal w tle
- Chuck Plotkin – producent